# ジャパンカップサイクルロードレース2008
ジャパンカップサイクルロードレース2008（Japan Cup Cycle Road Race 2008）は、ジャパンカップサイクルロードレースの17回目のレース。2008年10月25日・26日の両日行われた。
ダミアーノ・クネゴが3年ぶり2度目の優勝。

## 結果

### ジャパンカップ
- UCIアジアツアー1.HC
- 10月26日（日） 151.3 km

|    | 選手名                       | 国籍         | チーム                                 | 時間          |
| -- | ---------------------------- | ------------ | -------------------------------------- | ------------- |
| 1  | ダミアーノ・クネゴ           | イタリア     | ランプレ                               | 4時間04分57秒 |
| 2  | ジョヴァンニ・ヴィスコンティ | イタリア     | クイックステップ                       | 同            |
| 3  | イヴァン・バッソ             | イタリア     | リクイガス                             | 同            |
| 4  | ヴァレリオ・アニョーリ       | イタリア     | リクイガス                             | +12秒         |
| 5  | フランチェスコ・ガヴァッツィ | イタリア     | ランプレ                               | +1分23秒      |
| 6  | トマ・ヴォクレール           | フランス     | ブイグ・テレコム                       | 同            |
| 7  | キェル・カルストレム         | フィンランド | リクイガス                             | 同            |
| 8  | アレッサンドロ・プローニ     | イタリア     | クイックステップ                       | 同            |
| 9  | 土井雪広                     | 日本         | スキル・シマノ                         | 同            |
| 10 | 西谷泰治                     | 日本         | 愛三工業レーシングチーム               | 同            |
| 11 | パオロ・ティラロンゴ         | イタリア     | ランプレ                               | +1分29秒      |
| 12 | ゴラズド・シュタンゲリ       | スロベニア   | ランプレ                               | +1分30秒      |
| 13 | 新城幸也                     | 日本         | 梅丹本舗・GDR                          | +1分35秒      |
| 14 | マルコ・マルツァーノ         | イタリア     | ランプレ                               | +1分51秒      |
| 15 | 鈴木真理                     | 日本         | スキル・シマノ                         | +3分33秒      |
| 16 | アレックス・クッツ           | イギリス     | ジャイアント・アジア・レーシングチーム | +3分35秒      |
| 17 | 井上和郎                     | 日本         | チームNIPPO・エンデカ                  | +3分40秒      |
| 18 | 佐野淳哉                     | 日本         | チームNIPPO・エンデカ                  | +3分46秒      |
| 19 | エリック・ホフマン           | ナミビア     | ジャイアント・アジア・レーシングチーム | 同            |
| 20 | 盛一大                       | 日本         | 愛三工業レーシングチーム               | +3分50秒      |

### ジャパンカップ その他の賞
チーム時間賞
- リクイガス 12時間16分26秒

山岳賞
- 3周目 柿沼章（チームブリヂストン・アンカー）
- 6周目 野寺秀徳（スキル・シマノ）
- 9周目 福島晋一（梅丹本舗・GDR）

ベストアジアライダー賞
- 土井雪広（スキル・シマノ） 4時間06分20秒

新人賞
- 福田真平（チームブリヂストン・アンカー） 4時間09分41秒

### その他の結果
オープン女子優勝
- 沖美穂（日本自転車競技連盟） 1時間15分55秒

オープン男子優勝
- 伊丹健治（ブリヂストンサイクル） 2時間09分16秒